# 宁波工程学院外教杀人事件
宁波工程学院外教杀人事件，官方称6·14涉外刑事案件，是2021年6月14日晚10时于宁波发生的一起外教杀人事件，一位美国人、宁波工程学院外籍英语教师沙迪德·阿卜杜勒·马丁（Shadeed Abdul Mateen，官方通报称“沙迪德·阿卜杜梅亭”），在鄞州区通途路世纪大道清水桥路口公交车站人行道附近树林中，持刀杀死了同校一名23岁大三女生陈施君，疑犯自称事件起因于“感情纠纷”。面对舆论，鄞州公安分局发通报称，将严格规范执法，“确保办成铁案”。该案在社交媒体引发包括“超国民待遇”问题在内的大量讨论。
2022年4月21日，浙江省宁波市中级人民法院一审公开宣判，对被告人沙迪德·阿布杜梅亭以故意杀人罪判处死刑。
一审宣判后，被告人沙迪德提出上诉。2022年8月25日，浙江省高级人民法院二审公开宣判美国籍被告人沙迪德·阿布杜梅亭故意杀人上诉一案，裁定驳回上诉，维持原判，并依法报请最高人民法院核准。

## 背景
嫌犯出生于1960年代，根据其自我介绍，嫌犯来自美国洛杉矶，获得凤凰城大学人力资源专业副学位，来中国前是卖手机等通讯设备的销售专员。曾与一中国女性结婚，育有一子，案发前已离婚。曾于2014年年末在宁波英孚教育教幼儿英语。2016年在宁波工程学院国交学院任教。嫌犯曾在社交媒体上展示2019年合同到期时，与宁波工程学院国际交流学院的学工办主任刘林林（Lily Liu）关于续约的聊天记录截图，刘让嫌犯“必须留下来”（you must stay）。宁波工程学院被指纵容外教的不当言行，刘林林曾于2014年发表过一篇名为《跨文化交际视角下高校外教管理探索》的论文，里面声称外教问女生内衣颜色不属于性骚扰，而是中西文化差异。

## 经过
犯罪嫌疑人早前追求受害者未果，心生怨恨，于2021年6月14日以学习中餐料理的名义将受害人约出，当晚10点左右在距宁波工程学院约一公里的树林中将受害者杀害。受害者在被加害时大声呼喊，引起路人注意并报警，犯罪嫌疑人于次日凌晨被抓获。6月15日，受害人家属被通知“孩子出事了”，6月16日上午，受害者家属接到宁波市公安局电话，从河北沧州前往浙江宁波市，見到遗体面部受损严重，无法辨认，需要法医DNA進行检测確認，“女儿脸上刀口有几十刀，脖子大动脉有一刀很深很深”。事件发生后，“宁波工程学院黑人外教奸杀学生”的词条迅速冲上微博热搜。

## 各方反应
事件发生后，受害者家属提出去学校拿回受害者遗物，被校方拒绝，理由为“对学校影响不好”，6月18日，家属前往学校理论遭校方和警方联手阻止。校方还一度表示过“事件发生在校外，与学校无关”等单方面摆脱责任的说法。此外，宁波工程学院疑似进行网络公关，早前家属在新浪微博中的所发信息被删除，受害者家属不得已使用在学校门口派发传单，举受害者遗像等方式，才让该事件得到广泛关注。网友在主流视频网站中所留言和发布的有关宁波工程学院外教杀人案的评论和视频，也都会被不时删除。甚至有网友表示：“校方说如果想顺利毕业，就不要回应任何人关于此事的提问。”
6月18日，《环球时报》总编辑胡锡进发微博表示：“舆论第一时间对案情的关注应避免聚焦到犯罪嫌疑人的国籍和肤色上，那样的话有可能在国际舆论场上引起反弹，因此任何成熟的社会都不会鼓励那样的关注方向。”

## 后续事件
6月18日事件曝光后引发中国互联网上的排外潮。6月21日，中共中央总书记习近平给45名32个国家的北大留学生写信，称赞“你们主动了解中国国情和中国共产党历史”，欢迎和鼓励他们“多到中国各地走走看看”，引发网民对所谓“超国民待遇”的讨论。

## 司法追究
2021年7月23日，宁波市公安机关对宁波工程学院外教杀人案侦查终结，移交浙江省宁波市人民检察院。8月20日，检察院以故意杀人罪对案犯沙迪德·阿卜杜梅亭向宁波市中级人民法院提起公诉。检察院指案件犯罪事实清楚、证据充分，应以故意杀人罪追究刑事责任，依法惩处。11月25日，宁波市中级人民法院一审公开开庭审理此案，美国驻上海总领事馆官员到庭旁听。庭审最后，法庭宣布休庭，择期宣判。
2022年4月21日，宁波市中级人民法院一审公开宣判此案，对被告人以故意杀人罪判处死刑。
一审部分通报如下：
经审理查明，2019年初，被告人沙迪德·阿布杜梅亭与被害人陈某某（女，殁年21岁）相识，谎称自己离异单身，逐渐与陈某某建立男女朋友关系。

自2021年5月中下旬开始，陈某某多次提出分手，沙迪德·阿布杜梅亭不同意并对陈某某进行言语威胁。
宁波市中级人民法院认为，被告人沙迪德·阿布杜梅亭故意非法剥夺他人生命，其行为已构成故意杀人罪。
沙迪德·阿布杜梅亭预谋报复杀人，捅刺、切割陈某某面部、颈部多刀，致陈某某死亡，动机卑劣，犯意坚决，手段残忍，犯罪情节特别恶劣，后果特别严重，应依法惩处。
审理期间，法院依法充分保障了被告人沙迪德·阿布杜梅亭的辩护、获得翻译、领事探视等各项诉讼权利，开庭、宣判前均依法通知了美国驻华使领馆。

人大代表、政协委员、各界群众二十余人旁听了案件宣判。
 — 宁波市中级人民法院 2022年4月21日
2022年7月29日，浙江省高级人民法院对阿布杜梅亭故意杀人上诉一案进行二审公开开庭审理。2022年8月25日，浙江省高级人民法院二审公开宣判美国籍被告人沙迪德·阿布杜梅亭故意杀人上诉一案，裁定驳回上诉，维持原判，并依法报请最高人民法院核准。
二审部分通报如下：
一审宣判后，被告人沙迪德提出上诉。浙江省高级人民法院依法公开开庭审理了本案，认为宁波市中级人民法院认定的事实清楚，证据确实、充分，定罪准确，量刑适当，审判程序合法，遂作出上述裁定。

浙江省高级人民法院审理期间，依法保障了被告人沙迪德和被害人亲属的各项诉讼权利。法院为沙迪德指派的两名辩护律师、聘请的翻译人员、被害人的诉讼代理人均到庭参加宣判。美国驻上海总领事馆官员、人大代表、政协委员、各界群众共计20余人旁听了宣判。
 — 浙江省高级人民法院 2022年8月25日